# 2-Metilpropanal

Estructura

El 2-metilpropanal, abans conegut com a isobutiraldehid, és un compost químic de la classe dels aldehids amb la fórmula (CH₃)₂CHCHO. És un aldehid, isomèric amb el butanal. El 2-metilpropanal es fabrica sovint com a subproducte per hidroformilació del propè. La seva olor és similar a la de cereals o a la palla.

## Síntesi
De 2-metilpropanal se'n produeixen industrialment diverses tones cada any. També es pot produir en utilitzar bacteris modificats.

## Reaccions
La hidrogenació de l'aldehid dona isobutanol. L'oxidació dona metacroleïna o àcid metacrílic. La condensació amb formaldehid dona hidroxipivaldehid.